# فاليريا مولر
فاليريا مولر (بالإسبانية: Valeria Teresita Muller)‏ هي دراجة أرجنتينية، ولدت في 13 أغسطس 1974 في الأرجنتين.

## وصلات خارجية
- فاليريا مولر على موقع أرشيف الدراجات (الإنجليزية)
- فاليريا مولر على موقع إحصائيات الدراجات الإحترافية (الإنجليزية)